# 1318
Évszázadok: 13. század – 14. század – 15. század
Évtizedek: 1260-as évek – 1270-es évek – 1280-as évek – 1290-es évek – 1300-as évek – 1310-es évek – 1320-as évek – 1330-as évek – 1340-es évek – 1350-es évek – 1360-as évek
Évek: 1313 – 1314 – 1315 – 1316 –  1317 – 1318 – 1319 – 1320 – 1321 – 1322 – 1323

## Események

### Határozott dátumú események
- március 3. – János nyitrai püspök kiközösíti az egyházból Csák Mátét.
- június 12. – Először tűnik fel oklevélben a jász népnév.
- június 29. – I. Károly Róbert a visegrádi várbirtok számára (cserével) megszerzi Ákos nembeli István veszprémi püspöktől Szentendrét és tartozékait.[1]
- november 3. – A királyi sereg visszafoglalja Komárom várát.
- november 22. – A magyar főpapok panaszt emelnek XXII.János pápánál, mert I. Károly király a győri várat tartozékaival együtt elvette a püspököktől, és a világiaknak adományozta.

### Határozatlan dátumú események
- Károly Róbert folytatja az oligarchák felszámolását.
- Erdélyben megkezdődik a Kán László fiai elleni hadjárat.
- Kiéleződnek a magyar király és a főpapok ellentétei is, Kalocsán a főpapok szövetséget kötnek a királyi tisztségviselők ellen.
- Rózsahegy városi jogokat kap.
- Az Aranybulla első hiteles másolata születik.

## Születések
- VI. Orbán pápa († 1389)
- Margarete Maultasch, tiroli grófnő

## Halálozások
- október 14. – Edward Bruce, ír király (* 1275 körül)
- november 22. – II. Mihály, vlagyimiri nagyfejedelem (* 1275 körül)

Bizonytalan dátum
- Eric Magnusson, svéd herceg, VII. Magnus norvég király apja (* 1282)
- Valdemar Magnusson, svéd trónörökös, Finnország hercege (* 1280-as évek)
- Llywelyn Bren, walesi nemes, lázadóvezér II. Eduárd idején (* ?)
- Heinrich Frauenlob, középfelnémet költő; Minnesänger (* 1250–60)
- Rashīd al-Dīn Tabīb, zsidó származású perzsa polihisztor, író, történész, orvos (* 1247)
- Ibelin Mária, ciprusi királyné, IV. Hugó felesége (* 1294)